# اچ‌ام‌اس جی۱
اچ‌ام‌اس جی۱ (به انگلیسی: HMS J1) یک زیردریایی بود که طول آن ۲۷۴ فوت ۹ اینچ (۸۳٫۷۴ متر) بود. این زیردریایی در سال ۱۹۱۵ ساخته شد.